# Contemporary Amperex Technology
Contemporary Amperex Technology Co. Limited (abreviadamente, CATL) es una compañía de tecnología china fundada en 2011 y especializada en la fabricación de baterías de litio-ion para energía y vehículos eléctricos sistemas de almacenamiento, así como sistemas de gestión de baterías (BMS). Tiene su sede en Ningde, Provincia de Fujian y opera bases de fabricación en  Ningde, Qinghai y Liyang. Su tres centros principales de I+D están en Ningde, Shanghái y Berlín. En 2018,  se anunció que CATL establecerá una fábrica de baterías nueva en Erfurt, Thuringia, Alemania.
El volumen anual de ventas de CATL asciende a 11,84 GWh de capacidad de almacenamiento de energía, en 2017. Basado en los embarques anuales, CATL es el primero y mayor proveedor mundial de baterías para vehículos eléctricos (BEV, HEV y PHEV), seguido por Panasonic (Sanyo) y BYD. 
Los objetivos de la compañía son los de tener una capacidad de producción de litio íon de 50 GWh para 2020.
BMW anunció que  comparía 4.000 millones de euros de valor en baterías de CATL, para usarlos en sus eléctricos Mini e iNext.
En 2023, informó la adopción masiva de las baterías de sodio, compitiendo de esta forma directamente con el fabricante de baterías y coches BYD, entre otros fabricantes.

## Colaboraciones
La tecnología de baterías de CATL  se emplea actualmente por numerosos fabricantes de vehículos eléctricos. En el mercado internacional, CATL está colaborando con PSA, Hyundai y BMW. En China, sus clientes incluyen BAIC Motor, Geely Automóvil, Yutong Bus, Zhongtong Bus, Xiamen King Long, SAIC Motor y Foton Motor.
En enero de 2017, CATL anunció sus planes para introducir a una sociedad estratégica con Valmet Automotive, centrando su colaboración en gestión de proyectos, ingeniería y suministro de paquetes de baterías vehículos eléctricos. Como parte de la colaboración, CATL adquirió una participación del 22% en Valmet Automotive.

## Aviones eléctricos
En 2023, CATL anunció su colaboración con Comac, para desarrollar aviones eléctricos.

## Posición competitiva

### Patentes
En 2023, el Informe Anual del PCT de la Organización Mundial de la Propiedad Intelectual (OMPI) clasificó a Contemporary Amperex Technology Co. Limited como el octavo lugar mundial en número de solicitudes de patentes realizadas en el marco del Sistema del PCT, con 1,799 solicitudes de patentes publicadas durante 2023.